# Terrorism i Sverige
Terrorismen i Sverige är attentat (politiskt motiverade våldshandlingar) som inträffar inom Sverige i syfte att påverka Sveriges eller annat lands politik eller allvarligt skada samhället utan hänsyn till om oskyldiga drabbas. Terrorism avsåg ursprungligen utövande av makt genom skräckvälde, men avser numera vanligen användande av våldshandlingar för att uppnå politiska mål. Juridiskt definieras det bland annat som brott som allvarligt kan injaga fruktan i en folkgrupp, destabilisera en stat eller mellanstatlig organisation eller otillbörligen tvinga den till åtgärder.
En rad politiska attentat i Sverige är kända sedan åtminstone Stockholms blodbad 1520. Hattpartiets politiska system präglades av skräckåtgärder mot motståndare allt sedan partiets genombrott 1738, vilket har beskrivits som politisk terrorism. Politiska sprängattentat i Sverige har inträffat sedan 1904. I början av 1970-talet inträffade ett antal internationella terroristdåd i Sverige, vilket föranledde att landet fick en terrorismlagstiftning. 
Sedan slutet av 1980-talet har seriemord, bombningar och mordbrand utförda av vit makt-rörelsen inträffat och betecknats som terroristaktivitet av olika bedömare. Ingen av dessa har dock hittills fällts i domstol för terroristbrott. Sedan 1970-talet har det förekommit att svenska medborgare har skickat pengar till utländska islamistiska terroristorganisationer. Under 2000-talet har personer med uppehållstillstånd i Sverige utfört islamistiska attacker både inom och utanför landet, och har i flera fall dömts för terroristbrott. 
Nationellt centrum för terrorhotbedömning (NCT) skrev i sin Helårsbedömning för 2021 att terrorattentatshotet i Sverige främst utgörs av högerextremistiskt och islamistiskt motiverat våld. Säkerhetspolisen har tidigare år nämnt ytterligare en grupp, nämligen den autonoma vänstern, som ett långsiktigt potentiellt hot mot demokratin. NCT bedömde emellertid 2019 att inga avsikter till terrorism kan identifieras hos den våldsbejakande vänster.

## Definition
Terroristbrott är enligt svensk och europeisk lag brott som allvarligt kan skada en stat eller mellanstatlig organisation. Terroristbrott syftar till något av följande:
- att injaga allvarlig fruktan hos en befolkning eller befolkningsgrupp;
- att otillbörligen tvinga offentliga organ eller en mellanstatlig organisation att vidta eller att avstå från att vidta en åtgärd; eller
- att allvarligt destabilisera eller förstöra grundläggande politiska, konstitutionella, ekonomiska eller sociala strukturer i en stat eller i en mellanstatlig organisation.[3]

## Sveriges arbete mot terrorism

### Hotbedömning
Säkerhetspolisen höjde terrorhotnivån inom Sverige från låg till förhöjd nivå år 2010 till följd av att en ökad aktivitet hade noterats inom vissa miljöer i Sverige. Men bedömde ändå att hotnivån är lägre än i många andra europeiska länder.
Nationellt centrum för terrorhotbedömning (NCT) skrev i sin Helårsbedömning för 2021 att terrorattentatshotet i Sverige främst kommer från högerextremistiskt och islamistiskt håll.  Även om grupperna inte utgör allvarliga hot mot demokratin så hindrar de enskilda personer från att utöva sina lagstadgade fri- och rättigheter och kan också utgöra ett hot mot allmän ordning och säkerhet. NCT bedömde 2019 att även om det i Sverige finns vänsteraktivister med våldskapital så finns det inget identifierat terrorhot från vänster i Sverige. I NCT:s bedömning av terrorhotet för 2020-21 har vänsterextremister slutat nämnas.

### Åtgärder
Den svenska strategin mot terrorism styr arbetet både nationellt och internationellt. Stort fokus ligger på att förebygga och hindra rekrytering.
I december 2020 tog Stockholms stad beslut om att installera fasta fordonshinder på platser som är sårbara för ramningsattacker med fordon. Hindren var utformade som höj och sänkbara pollare, tunga blomkrukor och sittplatser som var tänkta att smälta in i stadsmiljön.

### Svensk terrorlagstiftning
Den svenska terroristlagen tillkom efter terrorattentat vid OS i München 1972, Flygkapningen på Bulltofta 1972 och gisslandramet på den västtyska ambassaden i Stockholm 1975. Den skärptes med anledning av terrorhändelsena i USA 2001:
Terrorlagstiftningens framväxt
- 1973 Sverige första tillfälliga terroristlag antogs av riksdagen.[16]
- 1976 Terroristlagen permanentades och införlivades i utlänningslagen.[16]
- 1989 Terroristbestämmelserna lyftes ur utlänningslagen och lades ihop med spaningslagen.[16]
- 1990 Skyddslagen ger högvakten och andra militära skyddsvakter rätt att ge verkanseld mot individer [källa behövs] som inte hörsammar skyddsvaktens order, vid skyddsobjekt som kärnkraftverk och kungliga slottet.[källa behövs]

- 2002 Finansieringslagen om straff för finansiering av särskilt allvarlig brottslighet införs.[16]
- 2003 En ny terrorlagstiftning trädde i kraft i Sverige den 1 juli, efter rambeslut från EU.[16]
- 2006 Lag 2006:343 om Försvarsmaktens stöd till polisen vid terrorismbekämpning stiftades.[källa behövs]
- 2010 Rekryteringslagen gör offentlig uppmaning, rekrytering respektive utbildning till terrorism straffbart från 1 december.[16]
- 2016 Förbud mot terrorresor införs i Rekryteringslagen. Finansieringslagen skärps genom att det blir straffbart att finansiera person eller grupp som begår terroristbrott.[16]
- 2020 Riksdagen röstade igenom en lag som förbjöd samröre med terroristorganisationer.[17] Samtliga riksdagspartier röstade ja utom Vänsterpartiet som ansåg att lagändringen var otydlig och hotade föreningsfriheten.[18][19]
- 2023 Den 1 juni trädde en lag i kraft som gör det straffbart att deltaga i och finansiera deltagande i en terroristorganisation.[20] Lagen infördes trots att lagrådet kritiserade den för att vara rättsosäker, och menade att lagen skulle ha gjort svenskars FNL- och ANC-stöd olagligt.[21][22]

Notera att ekonomiskt stödja motstånd mot en ockupation inte är terrorfinansiering i lagens mening, utan är tillåtet enligt folkrätten.

## Attentat i Sverige som har klassificerats av rättssystemet som terroristbrott
I juridisk mening har ett fåtal brott inträffat inom Sverige sedan terrorismlagstiftningen infördes och som har klassificerats som terroristbrott i polisutredningar eller domar. Det gäller ett antal brott motiverade av politisk islam, främst Stockholm 2010 (som utreddes som terroristbrott) och Stockholm 2017 (där en gärningsman fälldes för terroristbrott), båda motiverade av hämnd mot svenska militära insatser. Dessutom prövades terrorlagen då fyra nynazister i Västmanland åtalades år 2005 för förberedelse till terrorbrott år 2004, genom att ha planerat politiska mord och att spränga riksdagshuset i luften. De fälldes dock enbart för grov skadegörelse.

### Islamistiskt motiverade terroristbrott
- Den 28-årige Taimour Abdulwahab utförde Bombdåden i Stockholm 2010, vilket var ett självmordsattentat på Drottninggatan i Stockholm den 11 december 2010. Endast gärningsmannen omkom men två personer skadades.[26] Det var det första självmordsattentatet i Sverige. Mannen hänvisade i ett brev till det svenska folkets tystnad inför dels konstnären Lars Vilks teckningar av profeten Muhammed, dels den svenska militära insatsen i Afghanistan, och skrev att "nu ska era barn, döttrar och systrar dö lika som våra bröder och systrar och barn dör".[27] En man som misstänks ha finansierat dådet dömdes 2012 i Skottland.[28]
- Den 20-årige Aydin Sevigin(en) dömdes i juni 2016 i Attunda tingsrätt till fem års fängelse för förberedelse till terrorbrott. Han hade införskaffat material till en bomb och planerade ett självmordsattentat på okänd plats i Sverige, men blev anmäld av sin mor. Han hade tidigare försökt att ta sig till Syrien och sa sig vilja dö martyrdöden.[23][29][30]
- Vid terrordådet i Stockholm 2017 (den 7 april 2017) körde Rakhmat Akilov från Uzbekistan en lastbil på folk på Drottninggatan i Stockholm. Fem personer avled. Rätten konstaterade att Akilovs motiv till terrordådet var politiska. Akilov var emot Sveriges inblandning i kampen mot IS. Akilov har erkänt brott hela tiden sedan han greps 7 april 2017, att det var han som utförde gärningen (körde lastbilen). IS har inte tagit på sig terrordådet men Akilov sympatiserar med IS.[31][32]
- En man från Uzbekistan anhölls 2018 i Strömsund, misstänkt för förberedelse till terroristbrott. Hovrätten fällde honom enbart för terrorfinansiering. Säpo bedömer att han är ett hot mot rikets säkerhet, men han kan inte utvisas eftersom han är hotad i hemlandet.[33]

## Andra attentat i Sverige
En rad andra politiskt motiverade grova våldsbrott som har inträffat i Sverige har i litteraturen betecknats som terrorism. De inträffade dock innan landet fick terroristlag, ingen fälldes, eller attentaten har inte syftat till att påverka något lands politik eller injaga fruktan i befolkningen, eller har inte innefattat tillräckligt mycket våld, och har därför inte klassats som terroristbrott i polisutredningar eller domstolar.[källa behövs]

### Amaltheadådet 1908

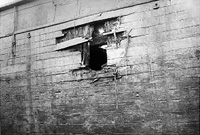
Hålet i fartyget Amaltheas skrov efter sprängningen. En person avled och 23 skadades.

Ett historiskt bombdåd i syfte att med våld tvinga fram en politisk förändring var Amaltheadådet, ett bombattentat som begicks i Malmö hamn mot fartyget Amalthea natten mellan den 11 och 12 juli 1908. Under tiden pågick den stora hamnarbetarstrejken, och fartyget var ett logementsfartyg med brittiska strejkbrytare. Bombdådet var även en hämnd för att dessa hade beskjutit demonstrerande hamnarbetare. Natten till den 12 juli rodde gärningsmännen ut till det fartyg som britterna var förlagda på, Amalthea, och apterade en bomb på dess skrov. I den kraftiga explosionen dödades en person, Walter Close, och 23 andra personer skadades, varav sju fick föras till sjukhus för vård av svåra bränn- och splitterskador.[källa behövs]
Attentatet utfördes av tre ungsocialister, Algot Rosberg, Anton Nilson (1887–1989, i media känd som Amaltheamannen) och Alfred Stern. Attentatet kan sägas vara ett av de mest spektakulära politiska attentaten i Sveriges historia. Attentatsmännen Anton Nilson och Algot Rosberg dömdes först till döden, vilket ändrades till livstids straffarbete; Alfred Stern dömdes till livstids straffarbete. Alla de tre dömda benådades dock 1917.
Enligt författaren Lars Gyllenhaal innebar bombattentatet att Anton Nilson kan kallas Sveriges förste moderne terrorist.

### Mordbrandsattentat mot Norrskensflamman 1940

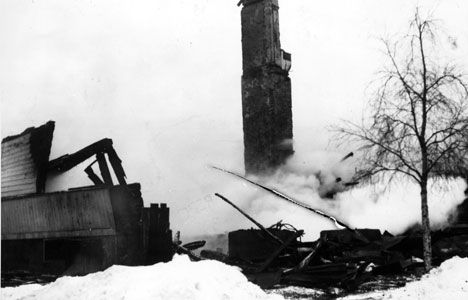
Ruinen efter attentatet mot Norrskensflammans redaktion 1940

Mordbrandsattentat mot Norrskensflamman skedde under en tid av stark antikommunism i Sverige. Det är ett av de grövsta inhemska terroristattentaten i Sverige, och dödade fem människor. Attentatet utfördes av fem militärer, en stadsfiskal och en journalist. Orsaken var den antikommunistiska hetsstämning som följde på tidningens (och hela SKP:s) ställningstagande mot Finlands regering och för Sovjetunionen under finska vinterkriget.[källa behövs]

### Rasistiskt motiverade grova våldsbrott
Tre ensamma mördare försökte döda en serie slumpmässigt utvalda personer med icke-svensk etnisk bakgrund. Förövarna har av forskare och i debatten kallats för terrorister, men har inte klassificerats som terrorister av domstolar:
- John Ausonius (lasermannen) sköt elva personer 1991 till 1992 varav en avled.[38]
- Peter Mangs har fällts för att ha skjutit tio personer 2009 till 2010, varav två avled. Peter Mangs motiv kunde inte fastställas i domstol, men i senare intervjuer och brevväxling har han formulerat vad som tolkats som motiv från vit makt-rörelsen och sagt att han inspirerades av John Ausonius. De utgjorde i sin tur inspiration till Breiviks terrorbrott i Norge. [39][40]
- Anton Lundin Pettersson knivskar fem personer varav tre avled vid en skolattack 2015, och hade för avsikt att döda så många invandrare som möjligt.[41]
- En 15-årig pojke knivhögg en lärare i Källebergsskolan, Eslöv. Han hade för avsikt att genomföra en terrorattack eller massaker, och sa sig ha antimuslimska åsikter och vara inspirerad av vit-makt-rörelsen. (19 augusti 2021)[42][43]

Ett antal bombningar, skjutningar och bränder med hatbrottsmotiv och politiska motiv med anknytning till vit makt-rörelsen, riktade mot civila mål, som har genomförts i Sverige har i debatten betecknats som terrorism.
- Sedan 1980-talet har en rad homosexuella män mördats av nazister.[46][47][48]
- Sommaren 1986 dömdes Klas Lund för bankrån och för mordet på Ronny Landin. Han var ledande inom terrorcellen Vitt Ariskt Motstånd (VAM), bildad 1991, och kampgruppen Nationell Ungdom, ursprungligen del av Sverigedemokratisk ungdom (SDU), men som uppgick i Svenska Motståndsrörelsen, bildad 1997, som han senare blev ledare för.[49] Organisationen uppgick i Nordiska Motståndsrörelsen (NMR) 2016.[50]
- När vänsterpartiets ledare Gudrun Schyman talade på första maj i Kungsträdgården 1993 fanns nynazisten Robert Vesterlund, ordförande för Sverigedemokratisk Ungdom, och en tidigare SD-styrelseledamot i publiken beväpnade med en handgranat.[51]
- 1995 mördades John Hron av nynazister vid Ingetorpssjön utanför Kungälv.[52][53]
- 1999 mördades syndikalisten Björn Söderberg av Hampus Hellekant, Björn Lindberg Hernlund och Jimmy Niklasson.[54][55]
- Skogåsmordet 1999. Salih Uzel (född 1980) dog efter att ha blivit knivhuggen i ryggen. En 24-årig nazist dömdes för dråp till 8 års fängelse.[56]
- Vid bilbomben i Nacka 1999 skadades en tidigare Expo-journalist, pseudonymen "Peter Karlsson" svårt. Hans son skadades också i attentatet.[57]
- Fyra nazister åtalades 2005 för att ha planerat politiska mord och att spränga riksdagshuset i luften. Både tingsrätt och hovrätt friade dem från terrormisstankarna men fällde dem för bland annat grov skadegörelse.[23]
- 2016-2017 bombades Syndikalistiskt forum och ett flyktingboende i Göteborg av medlemmar i Nordiska motståndsrörelsen (NMR), där en städare skadades allvarligt. Ett tredje bombförsök gjordes nära ett annat flyktingboende i Göteborg. 2016 hade två av förövarna varit på en paramilitär utbildning hos ultranationalistiska Ryska imperiska rörelsen (RID) i Sankt Petersburg, och 2019 utvisades en av dem från Polen för misstänkt deltagande i vapenutbildning. Utbildningen bidrog till att amerikanska utrikesdepartementet år 2020 terrorstämplade RID,[58][59] och 2022 utsågs en av deltagarna till "global terrorist" för vit makt-rörelsen och riktade ekonomiska sanktioner mot honom.[60]  År 2024 terrorklassade USA NMR och tre av dess ledare: Fredrik Vejdeland, Pär Öberg och ytterligare en högt uppsatt person.[61]

Över 90 bränder på asylboenden och planerade flyktingförläggningar under 2017 var anlagda. 37 av bränderna tros vara anlagda av asylboende själva, och 53 av okända gärningsmän. Säpo kunde 2015 inte utesluta att vissa av bränderna varit organiserade för att tvinga fram ändrad politik, och har koppling till vitmaktmiljön, men uppklarningsfrekvensen har varit mycket låg. I nynazistisk media beskrevs bränder mot planerade flyktingsförläggningar i november 2015 som en reaktion mot regeringens migrationspolitik och som något som "ger resultat".

### "OS-bombaren" 1997
Den högeranarkistiske Mats Hinze greps år 1997 efter ett flertal bomber, brandattentat och bombförsök i Mellansverige. Hinzes motiv var att stoppa Stockholms planer på att ordna sommar-OS år 2004. Hinze dömdes av Svea hovrätt till sju års fängelse för allmänfarlig ödeläggelse och mordbrand. Han frisläpptes 2002 och lever idag under ett annat namn.

### Aktionsgruppen mot fria fjälljakten, 1998
År 1998 bombades två kraftledningar i Jämtland av Aktionsgruppen mot fria fjälljakten. Bombattentaten var nära med att lyckas förstöra två centrala kraftledningar. Kraftledningarna var 400 kilovolts stamledningar, och därmed två av Sveriges viktigaste ledningar. Totalt fanns vid tillfället åtta stycken stamledningar genom Sverige, varför de två ledningarna stod för en omfattande del av strömförsörjningen till södra Sverige. I brev till tidningarna Dagens Nyheter och Aftonbladet under augusti och september 1998 tog gruppen på sig flera attentat. I hotbreven krävde gruppen att "1992 års riksdagsbeslut om att införa fri fjälljakt på småvilt måste rivas upp". Om det inte skedde, hotade aktionsgruppen med att "lamslå Sverige". De skrev vidare att "Sverige har jävlats nog med samerna – ursprungsbefolkningen i landet" och att "Svenska Kraft (...) får symbolisera utsugningen av samernas land."

### Islamistiskt motiverade grova våldsbrott som inte klassats som terroristbrott
- En IS-sympatisör åtalades 2017 för terroristbrott genom mordbrand i Sverige, riktat mot en shiamuslimsk föreningslokal, men domen klassificerade inte mordbranden som terroristbrott.[68]

## Internationella attentat i Sverige

### Tre kroatisk-nationalistiska attentat 1971-1972
Kroater med kopplingar till den nationalistiska organisationen Ustaša ockuperade Jugoslaviens konsulat i Göteborg i februari 1971 och besköt Jugoslaviens ambassad i Stockholm i april 1971. Vid det senare attentatet mördades den jugoslaviske ambassadören Vladimir Rolović som hämnd för att Jugoslaviens hemliga polis hade lönnmördat Ustaša-krigsbrottslingen Vjekoslav Luburić.[källa behövs]
Flygkapningen på Bulltofta flygplats i Malmö 1972 utfördes av tre kroater inom Ustaša. Kaparna krävde att sju kroater som var fängslade i Sverige för ovanstående båda dåd skulle utbytas mot gisslans frisläppande. Kaparnas och fångarnas krav på att bli överlämnade till Francoregimen i Spanien tillmötesgicks. Kapningen var den första och hittills enda i Sverige, och bidrog till att riksdagen 1973 antog terroristlagen.[källa behövs]

### Röda armé-fraktionen 1975-1976
Under ambassadockupationen i Stockholm 1975 intogs Västtysklands ambassad på Gärdet i Stockholm av Kommando Holger Meins en gren ur den väpnade vänsterextrema terrorgruppen Röda armé-fraktionen. Ockupanterna, bland andra Karl-Heinz Dellwo och Siegfried Hausner, tog ambassadpersonalen, däribland ambassadören Dietrich Stoecker, som gisslan, sammanlagt tolv personer. Ambassaden omringades av polisen och förhandlingar inleddes. Kommando Holger Meins krävde att 26 fångar ur RAF skulle släppas i Västtyskland. Den västtyske förbundskanslern Helmut Schmidt meddelade Olof Palme att man vägrade att ge efter för kraven. Terroristen Dellwo sköt då ihjäl två personer ur gisslan. På natten detonerade en laddning på ambassaden; det visade sig vara en handgranat som exploderat av misstag. Ockupationen tog slut, skadade terrorister försökte fly men omhändertogs av svensk polis. Totalt dödades fyra personer - två ambassadpersonal och två terrorister - 14 personer skadades.[källa behövs]
1976 planerade en annan grupp inom Röda armé-fraktionen Operation Leo med målet att kidnappa arbetsmarknadsministern Anna-Greta Leijon, eftersom hon hade ansvaret för utvisningen av RAF-terroristerna som utförde ambassadockupationen. Syftet var att tvinga Sverige att släppa dem. Operationen sattes aldrig i aktion, men gruppen genomförde ett bankrån.

### PKK 1984-1999
År 1984 mördades en PKK-avhoppare i Uppsala. 1985 mördades ännu en avhoppare, i Stockholm. 1999 ockuperade PKK-sympatisörer det grekiska konsulatet i Stockholm, i samband med gripandet av PKK-ledaren Abdullah Öcalan i Kenya. Enligt den kenyanske utrikesministern kom en av agenterna som grep Öcalan från Sverige.
PKK-spåret var huvudspår en tid i utredningen av mordet på Olof Palme, men visade sig vara substanslöst.

### Palestinska bombdåd 1985-1986
År 1989 och 1991 dömdes fyra palestinier i Sverige för medverkan i en serie bombdåd i Stockholm, Köpenhamn och Amsterdam under 1985-86. Bombdåden omfattade bland annat spikbomber mot den judiska synagogan samt Northwest Orient Airlines kontor i Köpenhamn under 1985. Två av de dömda var Abu Talb och Marten Imandi. Både Talb och Imandi dömdes till livstids fängelse. Talb misstänks även för planering av bombattentatet över Lockerbie i Skottland 1988.

## Svenskar inblandade i terrorism utomlands
En rad personer boende i Sverige har deltagit i eller finansierat terrorgrupper utomlands, exempelvis:
- Efter 11 september-attackerna i USA 2001 internerades tre män med uppehållstillstånd i Sverige utomlands på oklara juridiska grunder. Mehdi Ghezali på Guantánamobasen och två terrormisstänkta egyptier fördes efter beslut av Sveriges regering bort av CIA-agenter till egyptiskt fängelse där de förhördes och torterades.[källa behövs]
- Två män i Malmö dömdes 2005 för förberedelse till terroristbrott och finansiering av terrorism efter att ha samlat in pengar till ett terrornätverk i norra Irak.[källa behövs]
- Ett tiotal unga svenskar fick militär träning av al-Shabaab i Somalia 2009,[75]
- Två män dömdes 2015 till livstids fängelse för terroristbrott genom mord i Syrien under 2013.[76]
- Algeriern Mohamed Belkaid gifte sig med en svensk kvinna 2010 och fick svenskt uppehållstillstånd 2011. Han anslöt sig till IS och planerade Terrordåden i Paris i november 2015 och Terrordåden i Bryssel 2016, där han sköts till döds.[77]
- Hösten 2016 lämnade Säkerhetspolisen över en lista på personer misstänkta för att finansiera terrorism till Skatteverket och flera av dessa fick sina skatter upptaxerade.[78]
- Den algeriske medborgaren Farid Ikken studerade och arbetade i Sverige innan han attackerade en polis med en hammare i Paris 2017.[79][80]
- Osama Krayem misstänks ha deltagit i terrordåden i Bryssel 2016.[81] Rättegång mot Krayem beräknas starta under våren 2022.[82]
- Totalt anslöt sig cirka 300 svenskar till terrorgrupper i Syrien och Irak mellan åren 2012 och 2016 (av totalt 5000 från Europa).[83]

## Terrorattentat mot svenskar utomlands

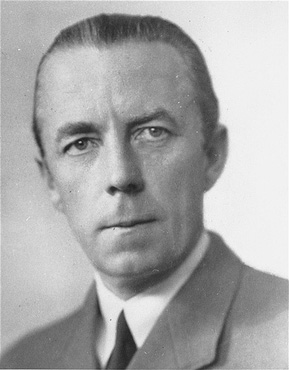
Folke Bernadotte

- Den 17 september 1948 mördades FN-medlaren Folke Bernadotte av den sionistiska terrororganisationen Lehi, mera känd som Sternligan. Ligan ansåg att Bernadotte stod i vägen för ett omfångsrikt Israel eftersom han tänkte sig att det vid sidan om den judiska staten också skulle finnas en palestinsk stat, och att de palestinska flyktingarna skulle få återvända. Mordet planerades av Yehoshua Zetler, Sternligans operative chef i Jerusalem, och godkändes av en styrgrupp, bestående av den framtida israeliske premiärministern Yitzhak Shamir, som under tiden för mordet var en av Sternligans högsta ledare, Nathan Yellin-Mor, Sternligans ledare i Jerusalem, och filosofen Yisrael Eldad.[källa behövs]
- En svensk medborgare dödades vid självmordsattackerna mot World Trade Center, 11 september 2001.[84]
- Fem svenska medborgare dödades 2002 i en terrorattack på ön Bali i Indonesien. Attacken utfördes av den islamistiska terrorgruppen Jemaah Islamiyah.[källa behövs]
- Den svenske riksdagsledamoten Ali Esbati föreläste på Arbeidernes ungdomsfylkings sommarläger på ön Utøya, under terrorattentaten i Norge 2011. Esbati överlevde attentatet.[85]
- Islamiska staten tillfångatog och avrättade två svenskar (kurdiska shiamuslimer) på semesterresa i Irak, och publicerade en film av händelsen våren 2018. Händelsen utreds som terroristbrott av svenska säkerhetspolisen  under ledning av åklagare vid Riksenheten för säkerhetsmål.[86]

- Två svenska mördades och en till skadades i Bryssel den 17 oktober 2023. Gärningsmannen motiverade dådet med att hämnas för bland annat koranbränningarna som skedde i Sverige.